# USS Snook (SS-279)
USS Snook (SS-279) là một tàu ngầm lớp Gato từng phục vụ cùng Hải quân Hoa Kỳ trong Chiến tranh Thế giới thứ hai. Nó là chiếc tàu chiến đầu tiên của Hải quân Hoa Kỳ được đặt cái tên này, theo tên một loài trong lớp Cá vây tia. Nó đã phục vụ trong suốt Thế chiến II, thực hiện tổng cộng chín chuyến tuần tra, đánh chìm 17 tàu Nhật Bản với tổng tải trọng 75.473 tấn, xếp hạng mười về tải trọng và đứng thứ 12 về số tàu trong số tàu ngầm Hoa Kỳ có thành tích nổi bật nhất trong chiến tranh. Trong chuyến tuần tra cuối cùng khi chiến tranh sắp kết thúc vào tháng 4, 1945, con tàu mất tích ở vùng biển phía Đông Đài Loan mà không rõ nguyên nhân. Snook được tặng thưởng bảy Ngôi sao Chiến trận do thành tích phục vụ trong Thế Chiến II.

## Thiết kế và chế tạo
Lớp tàu ngầm Gato được thiết kế cho mục đích một tàu ngầm hạm đội nhằm có tốc độ trên mặt nước cao, tầm hoạt động xa và vũ khí mạnh để tháp tùng hạm đội chiến trận. Con tàu dài 311 ft 9 in (95,02 m) và có trọng lượng choán nước 1.525 tấn Anh (1.549 t) khi nổi và 2.424 tấn Anh (2.463 t) khi lặn. Chúng trang bị động cơ diesel dẫn động máy phát điện để cung cấp điện năng cho bốn động cơ điện, đạt được công suất 5.400 shp (4.000 kW) khi nổi và 2.740 shp (2.040 kW) khi lặn, cho phép đạt tốc độ tối đa 21 hải lý trên giờ (39 km/h) và 9 hải lý trên giờ (17 km/h) tương ứng. Tầm xa hoạt động là 11.000 hải lý (20.000 km) khi đi trên mặt nước ở tốc độ 10 hải lý trên giờ (19 km/h) và có thể hoạt động kéo dài đến 75 ngày và lặn được sâu tối đa 300 ft (90 m).
Lớp tàu ngầm Gato được trang bị mười ống phóng ngư lôi 21 in (530 mm), gồm sáu ống trước mũi và bốn ống phía phía đuôi tàu, chúng mang theo tối đa 24 quả ngư lôi. Vũ khí trên boong tàu gồm một hải pháo 3 inch/50 caliber, và thường được tăng cường một khẩu pháo phòng không Bofors 40 mm nòng đơn và một khẩu đội Oerlikon 20 mm nòng đôi, kèm theo súng máy .50 caliber và .30 caliber. Tiện nghi cho thủy thủ đoàn bao gồm điều hòa không khí, thực phẩm trữ lạnh, máy lọc nước, máy giặt và giường ngủ cho hầu hết mọi người, giúp họ chịu đựng cái nóng nhiệt đới tại Thái Bình Dương cùng những chuyến tuần tra kéo dài đến hai tháng rưỡi.
Snook được đặt lườn tại Xưởng hải quân Portsmouth ở Kittery, Maine vào ngày 17 tháng 4, 1942. Nó được hạ thủy vào ngày 15 tháng 8, 1942, được đỡ đầu bởi bà Audrey Emanuel Dempsey, và được cho nhập biên chế cùng Hải quân Hoa Kỳ vào ngày 24 tháng 10, 1942 dưới quyền chỉ huy của Hạm trưởng, Thiếu tá Hải quân Charles Otto Triebel.

## Lịch sử hoạt động

### 1943
Sau khi hoàn tất việc chạy thử máy huấn luyện tại các vùng biển ngoài khơi New London, Connecticut và New England, Snook chuẩn bị để được điều động sang khu vực Mặt trận Thái Bình Dương. Nó khởi hành từ Căn cứ Tàu ngầm Hải quân New London vào ngày 3 tháng 3, 1943, băng qua kênh đào Panama và đi đến khu vực quần đảo Hawaii vào ngày 30 tháng 3.

#### Chuyến tuần tra thứ nhất
Khởi hành từ Trân Châu Cảng vào ngày 11 tháng 4 cho chuyến tuần tra đầu tiên tại khu vực biển Hoa Đông và Hoàng Hải, Snook tiến hành rải thủy lôi tại khu vực Thượng Hải rồi đi dọc theo bờ biển Trung Quốc đến biển Hoàng Hải. Nó bắt gặp hai tàu buôn đang rời cảng Đại Liên vào xế trưa ngày 5 tháng 5, và theo dõi chúng cho đến tối và bắn một loạt ba quả ngư lôi, khiến chiếc Kinko Maru (1.268 tấn) bị chìm nhanh chóng. Chiếc tàu buôn thứ hai cơ động né tránh hai quả ngư lôi nhắm vào nó, rồi nổ súng buộc Snook phải rút lui ra xa khỏi tầm pháo. Một loạt ba quả ngư lôi tiếp tục phóng ra sau đó cuối cùng cũng đánh chìm chiếc Daifuku Maru (3.194 tấn). Đến sáng ngày 7 tháng 5, chiếc tàu ngầm áp sát một đoàn tàu vận tải, phóng tổng cộng bảy quả ngư lôi trong hai đợt, đánh chìm được tàu buôn Hosei Maru (4.363 tấn) và gây hư hại cho những chiếc khác. Sau khi phá hủy hai tàu đánh cá vào các ngày 13 và 16 tháng 5, nó kết thúc chuyến tuần tra khi quay trở về Midway vào ngày 23 tháng 5.

#### Chuyến tuần tra thứ hai
Khởi hành từ Midway vào ngày 9 tháng 6 cho chuyến tuần tra thứ hai tại khu vực quần đảo Ryūkyū, vào sáng sớm ngày 24 tháng 6, Snook tiếp cận một đoàn sáu tàu buôn được hai tàu khu trục hộ tống. Nó phóng hai quả ngư lôi nhắm vào một tàu chở dầu lớn, và cả hai đều trúng đích khi nó lặn sâu để né tránh phản công từ các tàu hộ tống. Khi nó trồi lên độ sâu kính tiềm vọng để quan sát, một tàu khu trục đang canh phòng chung quanh chiếc tàu chở dầu bị hư hại, và nó không thể tiếp tục tấn công do bị máy bay tuần tra đối phương theo dõi. Đến sau nữa đêm ngày 3 tháng 7, nó phát hiện qua radar một đoàn tàu vận tải khác, và đến sáng hôm sau đã phóng một loạt sáu quả ngư lôi, đánh chìm được các tàu buôn Koki Maru (5.290 tấn) và Liverpool Maru (5.865 tấn) cũng như gây hư hại nặng cho chiếc Atlantic Maru. Nó quay trở về Trân Châu Cảng vào ngày 18 tháng 7 để kết thúc chuyến tuần tra.

#### Chuyến tuần tra thứ ba
Trong chuyến tuần tra thứ ba từ ngày 18 tháng 8 đến ngày 8 tháng 10, Snook đi đến ngoài khơi đảo Marcus vào ngày 30 tháng 8 để trinh sát hình ảnh và hoạt động tìm kiếm và giải cứu hỗ trợ cho chiến dịch không kích xuống đảo này vào ngày 1 tháng 9. Sau đó nó đi sang khu vực biển Hoa Đông, và vào sáng sớm ngày 13 tháng 9 đã phóng ngư lôi đánh chìm tàu vận tải Yamato Maru (9.650 tấn). Đến ngày 22 tháng 9, nó lại đánh chặn và tiêu diệt tàu chở hàng Katsurahama Maru (715 tấn) xuất phát từ cảng Đại Liên. Chiếc tàu ngầm kết thúc chuyến tuần tra tại Trân Châu Cảng.

#### Chuyến tuần tra thứ tư
Trong chuyến tuần tra thứ tư, Snook hoạt động trong thành phần một đội tấn công phối hợp "Bầy sói" vốn bao gồm các tàu ngầm chị em Pargo (SS-264) và Harder (SS-257) tại vùng biển quần đảo Mariana. Vào ngày 29 tháng 11, nó phóng bốn quả ngư lôi đánh chìm chiếc tàu chở hành khách Yamafuku Maru (4.928 tấn), rồi sau đó tiếp tục đánh chìm tàu chở hàng Shiganoura Maru (3.512 tấn), đồng thời gây hư hại cho một tàu hộ tống. Nó quay trở về Midway vào ngày 7 tháng 12, và tiếp tục hướng về Trân Châu Cảng để kết thúc chuyến tuần tra.

### 1944

#### Chuyến tuần tra thứ năm
Rời Trân Châu Cảng vào ngày 6 tháng 1, 1944 cho chuyến tuần tra thứ năm tại bờ biển phía Tây đảo Kyūshū, Snook đang ở tại vùng biển quần đảo Bonin vào ngày 23 tháng 1 khi nó phóng ngư lôi đánh chìm tàu rải mìn Magane Maru (3.120 tấn) (nguyên là một pháo hạm được cải biến). Đến ngày 8 tháng 2, nó bắt gặp một đoàn tàu vậb tải 13 chiếc, và loạt ngư lôi bốn quả phóng ra đã đã trúng đích ba quả trước khi nó phải lặn xuống để né tránh các tàu hộ tống. Nó đã đánh chìm được tàu chở quân SS Lima Maru (6.989 tấn), làm thiệt mạng 2.765 binh lính Nhật Bản được vận chuyển trên tàu, đồng thời gây hư hại nặng cho tàu chở hàng Shiranesan Maru. Đến ngày 14 tháng 2, nó đánh chìm tàu buôn Nittoku Maru (3.591 tấn) chỉ với một quả ngư lôi, và sang ngày hôm sau lại tiếp tục đánh chìm tàu chở hàng Hoshi Maru số 2 (875 tấn). Trên đường quay trở về Midway vào ngày 23 tháng 2, nó bắt gặp một đoàn tám tàu buôn được 11 tàu hộ tống bảo vệ ở khoảng cách 8 hải lý (15 km); chiếc tàu ngầm len lỏi qua hàng rào các tàu bảo vệ để phóng năm quả ngư lôi, trúng đích hai quả khiến chiếc tàu chở hành khách Koyo Maru (5.471 tấn) bị đắm. Kết thúc chuyến tuần tra tại Trân Châu Cảng vào ngày 6 tháng 3, nó tiếp tục đi về vùng bờ Tây để được tại tu tại Xưởng hải quân Hunters Point tại San Francisco, California.

#### Chuyến tuần tra thứ sáu và thứ bảy
Trong chuyến tuần tra thứ sáu, Snook chỉ có cơ hội tấn công hai tàu buôn vào ngày 12 tháng 7, nhưng đều bị trượt, và không tìm thấy mục tiêu tiềm năng nào khác. Nó kết thúc chuyến tuần tra tại Midway vào ngày 14 tháng 8.
Sau khi ghé đến Saipan để sửa chữa từ ngày 25 tháng 9 đến ngày 4 tháng 10, Snook thực hiện chuyến tuần tra thứ bảy tại eo biển Luzon và khu vực biển Đông. Nó bắt gặp một đoàn tàu vận tải vào ngày 23 tháng 10, đánh chìm được chiếc tàu chở hành khách Shinsei Maru số 1 (5.863 tấn), trước khi lặn xuống để né tránh phản công của hai tàu hộ tống. Nó tiếp tục truy đuổi đoàn tàu, đánh chìm được thêm chiếc tàu chở dầu Kikusui Maru (3.887 tấn) bằng một quả ngư lôi duy nhất, rồi lại lặn xuống né tránh mìn sâu của đối phương phản công. Khi quay trở lại tấn công đoàn tàu một lần nữa, nó phóng năm quả ngư lôi từ phía mũi, đánh chìm tàu chở hàng Arisan Maru (6.886 tấn), nhưng được phía Nhật Bản sử dụng như một tàu địa ngục nên đã làm thiệt mạng 1.773 tù binh chiến tranh Hoa Kỳ. Sau khi cứu vớt một phi công bị rơi máy bay vào ngày 3 tháng 11, chiếc tàu ngầm quay trở về Trân Châu Cảng vào ngày 18 tháng 11.

### 1945

#### Chuyến tuần tra thứ tám
Trong chuyến tuần tra thứ tám tại khu vực quần đảo Kuril từ ngày 25 tháng 12, 1944 đến ngày 17 tháng 2, 1945, Snook chỉ bắt gặp hai "mục tiêu" duy nhất là những tàu chở hàng Liên Xô trung lập và một cuộc gặp gỡ ngắn với một tàu tuần tra nhỏ. Nó kết thúc chuyến tuần tra khi quay trở về căn cứ tại Guam thuộc quần đảo Mariana vào ngày 17 tháng 2.

#### Chuyến tuần tra thứ chín
Khởi hành từ Guam vào ngày 25 tháng 3 cho chuyến tuần tra thứ chín, cũng là chuyến cuối cùng, tại các khu vực eo biển Luzon và biển Đông, vào ngày 8 tháng 4, Snook báo cáo cho tàu ngầm Tigrone (SS-419) về vị trí của mình tại tọa độ 18°40′B 111°39′Đ / 18,667°B 111,65°Đ, cách đảo Hải Nam khoảng 55 hải lý (102 km) dọc bờ biển Đông Nam Trung Quốc. Khi một bức điện được Tigrone gửi cho Snook vào ngày hôm sau không được hồi đáp, nó được giả định đang hướng sang eo biển Luzon. Đến ngày 12 tháng 4, nó được lệnh làm nhiệm vụ tìm kiếm và giải cứu tại khu vực quần đảo Sakishima hỗ trợ cho hoạt động không kích của các tàu sân bay Anh thuộc Hạm đội Thái Bình Dương Anh Quốc. Đến ngày 20 tháng 4, khi tư lệnh lực lượng đặc nhiệm Anh thông báo họ có phi công bị rơi trong khu vực nhưng không thể liên lạc với Snook, tàu ngầm Bang (SS-385) được phái đến khu vực này để tìm kiếm, và đã cứu vớt được các phi công Anh nhưng không tìm thấy tung tích gì của Snook. Nhiều khả năng nó bị mất bởi hoạt động của tàu tuần tra hay tàu ngầm Nhật Bản.
Snook được xác nhận bị mất trong chiến đấu vào ngày 16 tháng 5, 1945.

## Phần thưởng
Snook được tặng thưởng bảy Ngôi sao Chiến trận do thành tích phục vụ trong Thế Chiến II. Nó được ghi công đã đánh chìm 17 tàu Nhật Bản với tổng tải trọng 75.473 tấn, xếp hạng mười về tải trọng và đứng thứ 12 về số tàu trong số tàu ngầm Hoa Kỳ có thành tích nổi bật nhất trong chiến tranh.
|  |                                                       |  |
|  | Bronze star · Bronze star · Bronze star · Bronze star |  |

| Dãi băng Hoạt động Tác chiến  | Dãi băng Hoạt động Tác chiến                                            | Đơn vị Tuyên Dương Tổng thống                                           | Đơn vị Tuyên Dương Tổng thống        |
| Huân chương Chiến dịch Hoa Kỳ | Huân chương Chiến dịch Châu Á-Thái Bình Dương với 4 Ngôi sao Chiến trận | Huân chương Chiến dịch Châu Á-Thái Bình Dương với 4 Ngôi sao Chiến trận | Huân chương Chiến thắng Thế Chiến II |